# Fran (Vorname)
Fran ist ein in mehreren Sprachen vorkommender männlicher und weiblicher Vorname, häufig als selbständige Kurzform von Namen wie u. a. Francis, Frances; Francisca oder Francisco.

## Namensträgerinnen und Namensträger

### Männlicher Vorname
- Fran Albreht (1889–1963), slowenischer Dichter
- Fran Bošnjaković (1902–1993), kroatischer Physiker
- Fran Cotton (* 1947), englischer Rugby-Union-Spieler
- Fran Crippen (1984–2010), US-amerikanischer Schwimmer
- Fran Escribá (* 1965), spanischer Fußballtrainer
- Fran Saleški Finžgar (1871–1962), slowenischer Schriftsteller und Priester
- Fran Krsto Frankopan (1643–1671), kroatischer Graf und Lyriker
- Fran Frey (1903–1962), US-amerikanischer Jazzsänger und -musiker
- Fran González Muñoz (* 1989), spanischer Fußballspieler
- Fran González Pérez (* 1969), spanischer Fußballspieler
- Fran González Pérez (* 2005), spanischer Fußballtorhüter
- Fran Jović (* 1984), kroatischer Fußballschiedsrichter
- Fran Karačić (* 1996), australisch-kroatischer Fußballspieler
- Fran Kranz (* 1981), US-amerikanischer Schauspieler
- Fran Kurniawan (* 1985), indonesischer Badmintonspieler
- Fran Levec (1846–1916), slowenischer Lehrer, Literaturhistoriker und Autor
- Fran Levstik (1831–1887), slowenischer Dichter, Sprachforscher und Kulturpolitiker
- Fran Lhotka (1883–1962), jugoslawischer Komponist
- Fran Mérida (* 1990), spanischer Fußballspieler
- Fran Sánchez (* 1990), spanischer Fußballspieler
- Fran Sol (* 1992), spanischer Fußballspieler
- Fran Striker (1903–1962), US-amerikanischer Autor
- Fran Tarkenton (* 1940), US-amerikanischer American-Football-Spieler
- Fran Vázquez (* 1983), spanischer Basketballspieler
- Fran Vélez (* 1991),  spanischer Fußballspieler
- Fran Vidic (1872–1944), jugoslawischer Publizist
- Fran Villalba (* 1998), spanischer Fußballspieler

### Weiblicher Vorname
- Fran Drescher (* 1957), US-amerikanische Schauspielerin, Produzentin und Autorin
- Fran Kirby (* 1993), englische Fußballnationalspielerin
- Fran Landesman (1927–2011), US-amerikanische Liedtexterin und Autorin
- Fran Lebowitz (* 1950), US-amerikanische Schriftstellerin und öffentliche Rednerin
- Fran Ross (1935–1985), US-amerikanische Schriftstellerin
- Fran Ulmer (* 1947), US-amerikanische Politikerin
- Fran Walsh (* 1959), neuseeländische Drehbuchautorin
- Fran Warren (1926–2013), US-amerikanische Jazz- und Popsängerin
- Fran Wilde (* 1972), US-amerikanische Science-Fiction- und Fantasy-Autorin